# 鹼式乙酸鈹
鹼式乙酸鈹（Basic beryllium acetate）是化學式為Be4O(O2CCH3)6的化合物。目前沒有應用會用到鹼式乙酸鈹，相關研究不同，其結構很特殊。鹼式乙酸鈹是無色固體，可溶於有機溶劑中。

## 製備
鹼式乙酸鈹可以用鹼式碳酸鈹和熱乙酸反應製備。
2 Be
2CO
3(OH)
2 + 6 AcOH → Be4O(AcO)6 + 5 H
2O + 2 CO
2
鹼式乙酸鈹不溶於水，但可溶於非極性的氯仿。鹼式乙酸鈹在真空中會融化及升华，不會分解。

## 結構
鹼式乙酸鹽的中心會有幾個金屬離子及一個氧離子，外圍會有數個乙酸根配體。鹼式乙酸鈹的中心是四面體的Be4O6+，外圍是乙酸根配體，每個配體都跨越一對Be2+離子。鹼式乙酸鈹為鑽石型網狀結構，包括互鎖的六元素環Be2O3C，其結構相當穩定（此化合物可於330 °C蒸餾）。